# Galerina farinacea
Galerina farinacea är en svampart som tillhör divisionen basidiesvampar, och som beskrevs av Alexander Hanchett Smith. Galerina farinacea ingår i släktet Galerina, och familjen buktryfflar. Arten är reproducerande i Sverige.